# Сирень Комарова
Сире́нь Комаро́ва (лат. Syrínga komaróvii) — вид двудольных растений рода Сирень (Syringa) семейства Маслиновые (Oleaceae). Впервые описан австрийским ботаником Камилло Карлом Шнайдером в 1910 году.

## Распространение и среда обитания
Эндемик центрального Китая, известен в провинциях Ганьсу, Хубэй, Шэньси, Сычуань и Юньнань. Растёт в зарослях, лесах, по берегам рек и оврагов.

## Ботаническое описание
Нанофанерофит либо фанерофит. Кустарник высотой 1,5—6 м.
Листья от продолговато-яйцевидной до эллиптически-обратнояйцевидной.
Соцветие — поникающая метёлка. Венчик цветков пурпурно-красный, красный либо бледно-сиреневый с белым.
Плод — удлинённая коробочка.
Число хромосом — 2n=46.

## Синонимы
Синонимичные названия:
- Syringa glabra (C.K.Schneid.) Lingelsh.
- Syringa komarowii var. reflexa (C.K.Schneid.) Z.P. Jien ex M.C. Chang & X.L. Chen
- Syringa komarowii subsp. reflexa (C.K.Schneid.) P.S. Green & M.C. Chang
- Syringa komarowii var. sargentiana (C.K.Schneid.) C.K.Schneid.
- Syringa reflexa C.K.Schneid.
- Syringa sargentiana C.K.Schneid.
- Syringa villosa var. glabra C.K.Schneid.
- Syringa villosa f. glabra (C.K.Schneid.) C.K.Schneid.